# Artyleria wzmocnienia
Artyleria wzmocnienia – artyleria przydzielona oraz artyleria wsparcia, działająca na korzyść ogólnowojskowego pododdziału, oddziału lub związku taktycznego.